# Émile Jacqmainlaan
De Emile Jacqmainlaan (Frans: Boulevard Emile Jacqmain) is een centrale laan van Brussel die werd aangelegd in het derde kwart van de negentiende eeuw na de overwelving van de Zenne, vandaar haar oorspronkelijke naam: Zennelaan. In 1919 kreeg de laan haar huidige naam, ter ere van Brussels politicus Emile Jacqmain. De Emile Jacqmainlaan ligt in het noorden van de Brusselse binnenstad en loopt van het Brouckèreplein tot aan de Kleine Ring (Antwerpselaan).
Gedurende de twintigste eeuw waren in de Jacqmainlaan de kantoren van heel wat dagbladen gevestigd (onder andere De Standaard, Het Laatste Nieuws, Het Nieuwsblad en Pourquoi Pas ?). Ook aan de achterkant in de Sint-Pietersstraat was er journalistieke bedrijvigheid, met onder meer La Libre Belgique en La Dernière Heure. In de jaren 80 vertrokken de Vlaamse kranten en in 2006 verliet La Libre Belgique als laatste de Jacqmainlaan.
Tegenwoordig is de laan de thuishaven voor het vernieuwde Théâtre National, de hoofdzetel van AG Insurance, winkels, een jeugdhuis en enkele horecazaken.